# Meninx

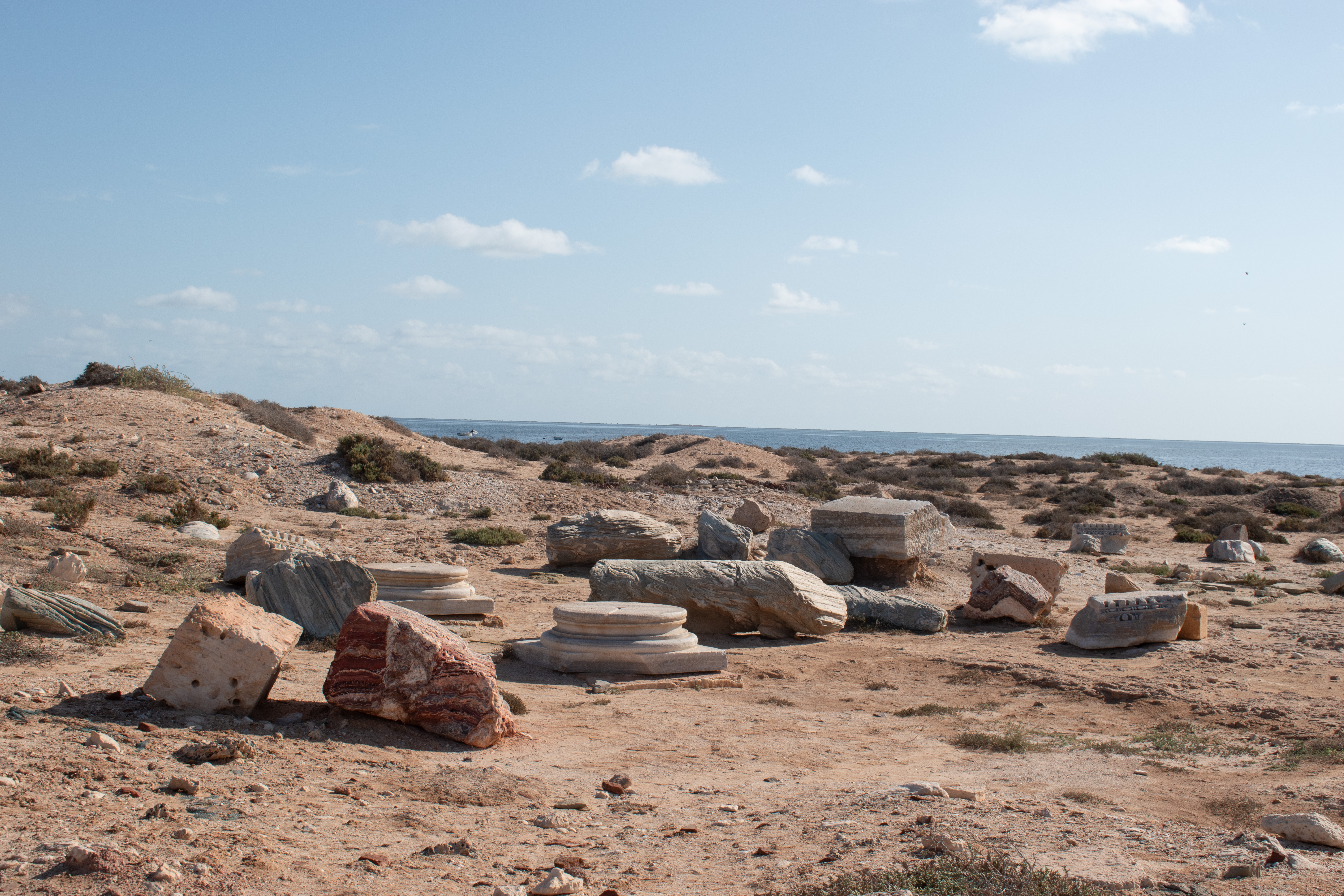
La basílica del foro, s. II d. C.

Meninx, a veces traducido como Meninge, es un yacimiento arqueológico púnico y romano de Túnez situado en el extremo sureste de la isla de Djerba, cerca de la actual ciudad de Henchir El Kantara. Se extiende sobre 2 kilómetros de largo y 800 metros de ancho, y es probable que una parte esté sumergida en el mar.
Originalmente fue una ciudad comercial fundada por los fenicios; la ciudad tuvo su apogeo en la época romana, cuando se convirtió en la capital de la isla.
Una primera exploración del yacimiento reveló la existencia de termas, un anfiteatro, un teatro, una basílica y probablemente un foro. Además el suelo está plagado de vestigios, como bases de columnas de mármol blanco, columnas de granito, capiteles además de numerosas estatuas